# Jennecken
Jennecken (hommersch Jinken) ist eine Ortschaft der Stadt Wiehl im Oberbergischen Kreis im Regierungsbezirk Köln in Nordrhein-Westfalen. 

## Lage und Beschreibung
Der Ort liegt in Luftlinie rund 4,5 km westlich vom Stadtzentrum von Wiehl entfernt an der Kreisstraße 34. Die benachbarten Ortschaften sind Wald und Hillerscheid. Jennecken liegt südlich der Bundesautobahn 4.

## Nennungen
1487 wird Dreyss van Gymycke in der Darlehnsliste des Herzogs Wilhelm III. von Berg genannt. Im Jahr 1555 wird der Ort Zu Jencken in der "Bergischen Landsteuerliste" geführt. Die A. Mercator-Karte von 1575 verzeichnet als Ansiedlung als Gimmicke. Eine Namensdeutung ist nicht bekannt. Im Futterhaferzettel der Herrschaft Homburg von 1580 werden für den Ort Jenicken als Abgabepflichtige zwei Saynische, fünf Wittgensteinische sowie zwei Bergische Untertanen benannt. 